# Pedra da Galinha Choca
Pedra da Galinha Choca es una formación rocosa en la ciudad brasileña de Quixadá, que toma su nombre por su forma tan particular. Se encuentra a 5 km del centro de la ciudad. Hasta el siglo XX fue llamada la Pedra da Arara. Se compone de dioritas y granitos, que son rocas ígneas, es decir, formadas a partir del magma en enfriamiento. Al igual que otros monolitos de la región, la Pedra da Galinha Choca está en un suelo cristalino, es decir, está formado por rocas antiguas que surgieron antes de la era Cámbrica, que con la erosión de la lluvia se levantaron por encima de la superficie.
En las inmediaciones se construyó el embalse del Cedro, y juntos forman el mejor paisaje quixadaense conocido.